# Naar New York sover
Naar New York sover er en amerikansk stumfilm fra 1920 af James Young.

## Medvirkende
- Norma Talmadge som Jennie Malone
- Jack Crosby som Kenneth Harrison
- Virginia Lee som Sue Harrison
- William Shea som Slim Jackson
- Frank Sheridan som Black Jerry Malone
- Joseph W. Smiley som Sam Conway
- Gilbert Rooney som Harry Edwards
- Charles Slattery som Casey
- E. J. Ratcliffe som John Harrison
- Winifred Harris
- Millicent Martin som Gloria Raymon
- Ned Burton som George